# Сім'я (телесеріал, 2019)
«Сім'я» (англ. Fam) — американський телевізійний ситком, створений Корін Кінгсбері, прем'єра якого відбулась на CBS 10 січня 2019 року. У ньому знімалися Ніна Добрев, Тоун Белл, Одесса Адлон, Шеріл Лі Ральф, Браян Стокс Мітчелл і Ґері Коул.
10 травня 2019 року CBS закрив телесеріал після одного сезону.

## Сюжет
Серіал обертається навколо Клем, молодої жінки, яка уявляє своє життя ідеальним після заручин із нареченим Ніком якого кохає та своїх майбутніх родичів Волта та Роуз. Однак її світ перевертається з ніг на голову, коли до неї переїжджає її зведена сестра-підліток Шеннон, яка вийшла з-під контролю, а її батько-детектив-поліцейський Фредді повертається в її життя.

## Актори та персонажі
- Ніна Добрев — Клем, нещодавно заручена жінка, яка працює над плануванням подій у Метрополітені-музею.
- Тоне Белл — Нік, наречений Клем та доцент світової літератури Нью-Йоркського університету.
- Одесса Адлон — Шеннон, 16-річна зведена сестра Клем, яка кинула школу та живе з нею.
- Шеріл Лі Ральф — Роуз, мати Ніка терапевт.
- Брайан Стоукс Мітчелл — Волт, батько Ніка та зірка Бродвею.
- Ґері Коул — Фредді, батько Клем та Шеннон, який працює детективом у відділі вбивств у поліції Нью-Йорка.

### Періодична роль
- Блек Лі — Бен, найкращий друг Клем та інструктор з їзди на велосипеді в приміщенні.
- Брендан Калтон — Еван
- Чарльз Масел — Офіцер Лопес
- Джернест Корчадо — Джанель

## Виробництво

### Розробка
11 травня 2018 року було оголошено, що CBS надала замовлення на пілотну серію. Очікується, що творець серіалу Корін Кінгсбері стане виконавчим продюсером разом із Бобом Кушеллом, Аароном Капланом, Венді Трілінг і Даною Хонор. Виробничі компанії, залучені до серіалу, мали включати Kapital Entertainment і CBS Television Studios. 13 липня 2018 року було повідомлено, що перший сезон складатиметься з тринадцяти епізодів.
5 листопада 2018 року повідомлялося, що CBS звільнила виконавчого продюсера Боба Кушелла за «некоректну лексику на робочому місці». Після того, як Кушнелла було звільнено, було оголошено, що Джо Порт і Джо Вайзмен були призначені виконавчими продюсерами разом із Кінгсбері, Тріллінгом і Хонором.

### Кастинг
Поряд з першим оголошенням про серіал повідомлялося, що Ніна Добрев, Тоне Белл, Одесса Адлон, Шеріл Лі Ральф і Браян Стоукс Мітчелл були обрані на регулярні ролі в серіалі.

### Зйомки
Телесеріал був знятий у Radford Studio Center у Студіо-Сіті, Каліфорнія, але дія відбувається в Нью-Йорку, штат Нью-Йорк.